# Charletonia
Charletonia är ett släkte av spindeldjur som beskrevs av Oudemans 1910. Charletonia ingår i familjen Erythraeidae.
Släktet innehåller bara arten Charletonia cardinalis.